# حركة شعب ماداركا
حركة شعب ماداراكا، المعروفة سابقًا باسم حزب ماداراكا الكيني، هو حزب سياسي في كينيا يعرف نفسه بأنه «يركز على الشباب».
تأسس الحزب في يونيو 2005، وقد دافع عن قضية الشباب المضطهد والطلاب والنساء والعمال والفلاحين والعاطلين عن العمل والمعوقين والفقراء. كان هو الحزب الوحيد الذي أصر على «لا إصلاحات دستورية، لا انتخابات» وقاطع انتخابات 2007. تم تسجيل الحزب مؤقتًا كحزب سياسي في 20 مايو 2010 وفقًا لقانون الأحزاب السياسية (2007).
بعد سن قانون الأحزاب السياسية (2007) في كينيا، طُلب من جميع الأحزاب السياسية إعادة التسجيل من جديد بحلول الموعد النهائي المحدد في 1 يناير 2009 أو مواجهة إلغاء التسجيل. لم يتمكن الحزب من الوفاء بالموعد النهائي، لكنه قدم طلبًا لإعادة التسجيل في أكتوبر 2009. عقد الحزب مؤتمره الوطني السنوي الأول في 4-6 ديسمبر 2009 في نيروبي، حيث تم اختيار مسؤولين مؤقتين جدد. غير حزب ماداراكا اسمه إلى حركة شعب ماداراكا، ولا يزال يحاول إعادة تسجيله.

## روابط خارجية
- موقع رسمي
- Pressbox.co.uk ، 5 أكتوبر 2006. تم تسجيل حزب ماداراكا الكيني الذي يركز على الشباب أخيرًا